# История Калужской области
Калужская область — российский регион в среднем Поочье и восточном Полесье (Орловско-Калужское полесье).

## Доисторический период

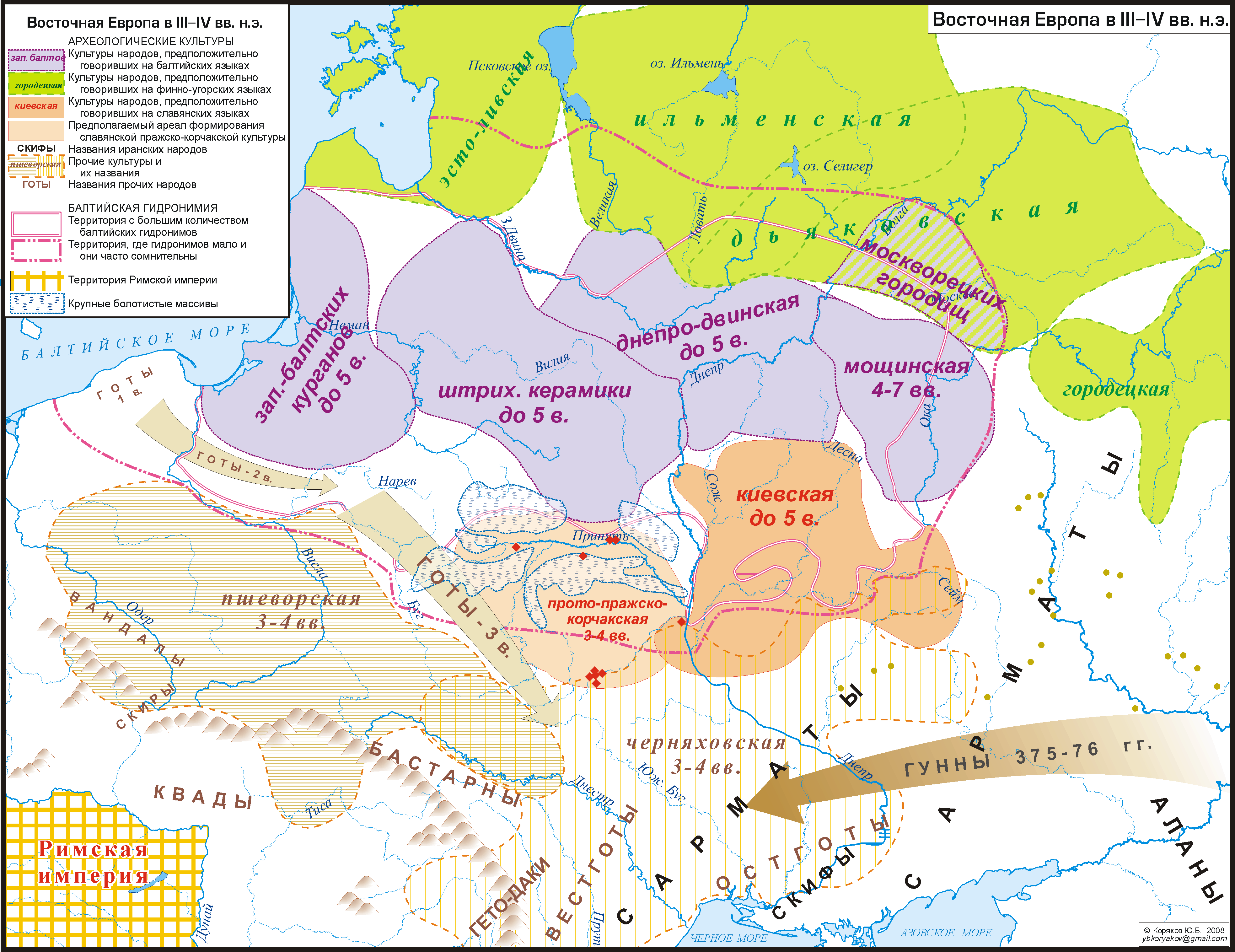
Балтская мощинская культура железного века на территории Калужской области

### Каменный век

#### Палеолит
Самые древние находки на территории современной Калужской области относятся к раннему палеолиту, предположительно, к ашельской культуре. Среди них — нуклеусы, скрёбла и отщепы, они обнаружены на левом берегу Оки. Близкий по характеру материал собран около деревень Пучково и Некрасово, на правом берегу Оки. Предположительно, к среднему палеолиту относится удлинённый мустьерский остроконечник, найденный около деревни Гордиково на правом берегу Жиздры (левый приток Оки), два остроконечника и орудия с выемками из карьера около деревни Шатрищи. Остатки верхнепалеолитических стоянок найдены около деревни Троицкое на правом берегу Оки, близ Чёртова городища на правом берегу реки Песоченки (правый приток Жиздры), близ деревни Шатрищи, в Калуге на территории микрорайона Анненки.

#### Мезолит
К эпохе мезолита (10—6 тысяч лет до н. э.) относятся стоянки Гремячево, Брагино, Рессета, Неручь, Ладыжино 1-3 и Красное-3. Самой ранней мезолитической культурой в Калужской области является рессетинская.

### Неолит
Неолит Калужской области представлен стоянками белёвской неолитической культуры (V—III тыс. до н. э.). Памятники этой культуры найдены близ деревень Некрасово, Квань, Анненки, Никольское, Тимошовка, Усадье, Пески, Воронино, Висляево, Борщовка, Коврово, Дугна, Троицкое, Андреевское, Боровая, Голодское, Перемышль. Близ деревни Красное в IV—III тыс. до н. э. существовала деснинская культура. В пойме реки Лужи обнаружена стоянка первобытного человека. Стоянка Воронинская расположена на левом низменном берегу Оки в районе Жарки-Карово недалеко от бывшей деревни Воронино (Николаевка). Ковровская стоянка найдена ниже по течению Оки, в районе деревни Коврово.

### Бронзовый век
К эпохе бронзы относятся могильники индоевропейцев фатьяновской культуры (Можилово). Фатьяновцы освоили технику изготовления из камня шлифованных орудий, подобных металлическим. Близ села Детчино и деревни Михеево найдены фатьяновские шлифованные каменные орудия и характерная глиняная керамика с «шнуровым» и «геометрическим» орнаментом, каменные топоры-молотки, кремнёвые наконечники стрел, дротиков, ножи, скребки.

### Железный век
На основе племен фатьяновской культуры образуется Юхновская культура железного века. Культура названа в честь калужского города Юхнов, возле которого были найдены артефакты этого времени. Данную культуру отождествляют с будинами Геродота. В селении Соболевка Серпейского уезда были найдены римские монеты с именем консула Марка Антония Гордиана (далее императора Гордиана III), воевавшего с готами в 237 году нашей эры на Днепре. Это доказывает, что местные жители имели сношения с готами или римлянами. В это время на территории Калужской области доминировала мощинская культура, ассоциируемая с летописной голядью, ранним археологическим памятником проживания которой является Ичское городище. Укреплённое поселение мощинцев на Чёртовом городище датируется III—V веками.

## Древнерусский период
По одной из версий, в V веке на Оку с Вислы пришло славянское племя вятичи.
В городе Людиново поселение раннего средневековья Людиново 1 датируется VIII—X веками.
В 964 году Святослав Игоревич встретил вятичей на Волге и Оке. По сведениям Нестора вятичи платили в то время дань хазарам, «по щлягу с рала».
На рубеже XI и XII веков иеромонах Киево-Печерской Лавры вятич Кукша принёс в Калужский край христианство.

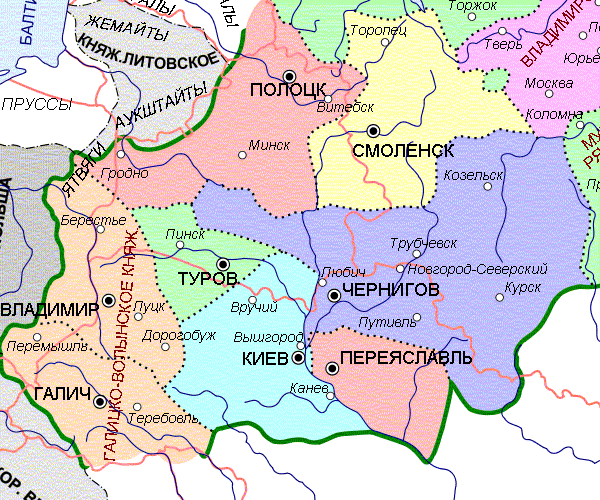
Козельск на карте Черниговского княжества в начале XIII века

Первые упоминания о калужских городах в составе Черниговского княжества появляются в связи с событиями XII века, а именно, с феодальной войной Ольговичей и Мономаховичей (Мономашичей) при Святославе Ярославиче (Козельск (в составе Черниговского княжества) — 1146 год, Серенск — 1147 год, Воротынск — 1155 год, Мосальск — 1231 год, Городенск—1158 год).

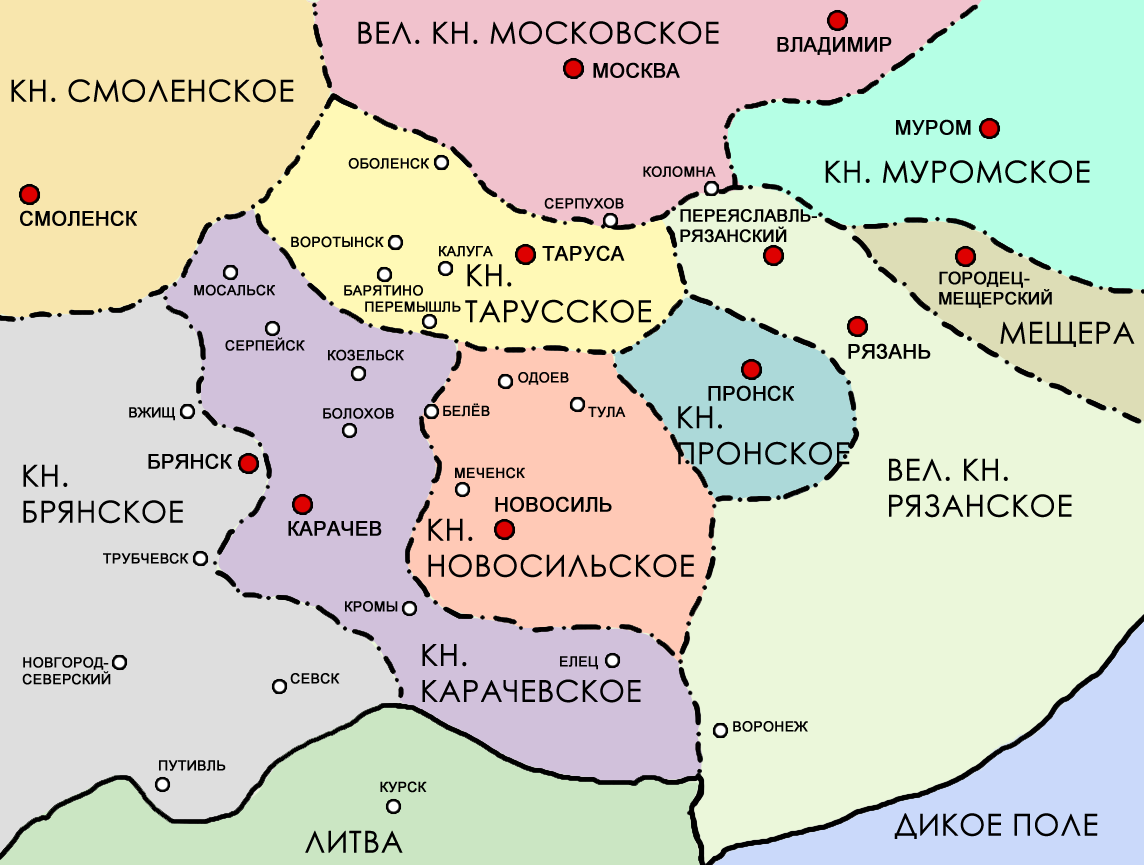
Калуга и Перемышль в составе Тарусского княжества, Козельск в составе Карачевского княжества в XIII—XIV веках

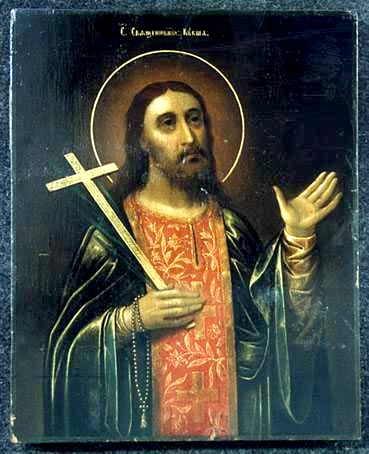
Икона Святой преподобный священномученик Кукша Печерский

Монгольское нашествие Батыя приводит к разорению Черниговского княжества. Неувядаемой славой покрыл себя город Козельск, оказавший монголам героическое сопротивление в 1238 году. После смерти последнего черниговского князя Михаила Всеволодовича в 1246 году, территория Калужской области разделяется между Карачевским и Тарусским княжествами. Во главе последнего становится Юрий — сын последнего черниговского князя. Из Карачевского княжества выделяется Козельское, а из того — Мезецкое и Мосальское.
Также существуют Воротынское и Перемышльское княжества (правили потомки Михаила Всеволодовича), а также Мезецкое княжество. Медынь отходит к Смоленскому княжеству, а Боровск, Малоярославецкий и часть Калужского уезда — к Суздальскому.

## Литовско-московское пограничье

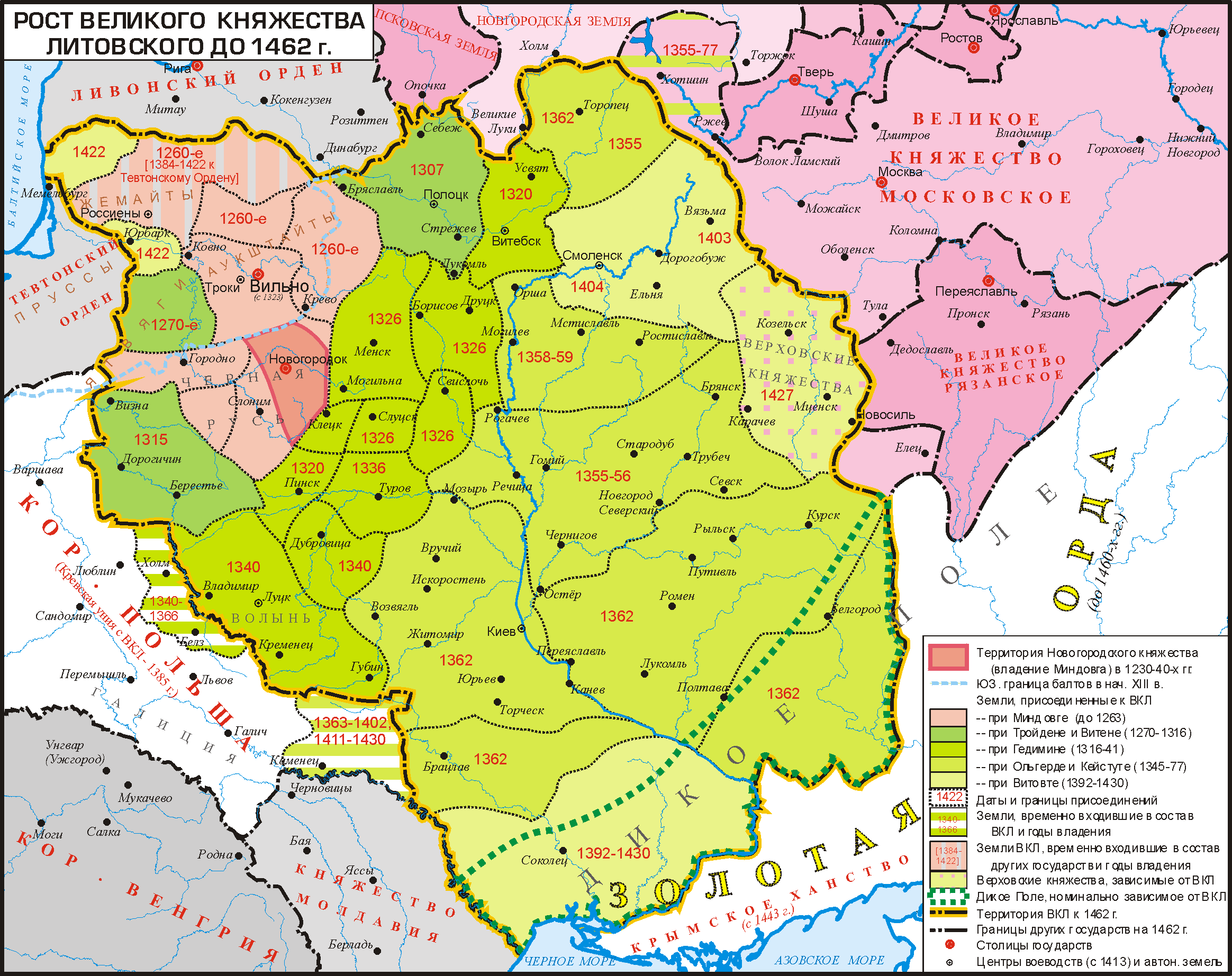
Козельск в составе Верховских княжеств под юрисдикцией Литвы (XV век)

Многочисленные уделы калужской земли стали известны как Верховские княжества, которые сделались местом постоянного противоборства между Литвой и Москвой. В 1371 году Козельское княжество становится вассалом Литвы. В том же году литовский князь Ольгерд в жалобе Константинопольскому патриарху Филофею на митрополита Киевского и всея Руси Алексея, среди отнятых у него Москвой городов впервые называет Калугу. Традиционно считается, что Калуга возникла, как пограничная крепость для защиты Московского княжества от нападения со стороны Литвы. В 1408 году по результату стояния на Угре московский князь Василий I Дмитриевич признал литовскую юрисдикцию Верховских княжеств.
В 1445 году на реке Суходрев сразились войска литовцев и московских княжеств.
В 1480—1481 годы на калужской земле произошло важное для всей российской истории событие — «Стояние на реке Угре», следствием которого явилось освобождение русской земли от татаро-монгольского ига и превращение Москвы в суверенное государство. В 1485 году на территории края появляется первый монастырь Тихонова пустынь, основанный святым Тихоном — монахом московского Чудова монастыря. Тогда же появляется и Оптина пустынь. В начале XVI века в составе Московского царства существовало удельное Калужское княжество, которым управлял сын Ивана III Семён.
В годы Смутного времени лисовчики в 1615 году захватили Перемышль, а посланный на их усмирение князь Дмитрий Пожарский закрепился в Калуге. После воссоединения России и Украины в 1654 году Калуга становится посредницей в торговле между Москвой и Украиной, что в большой степени способствовало дальнейшему экономическому развитию.

## Калужская губерния

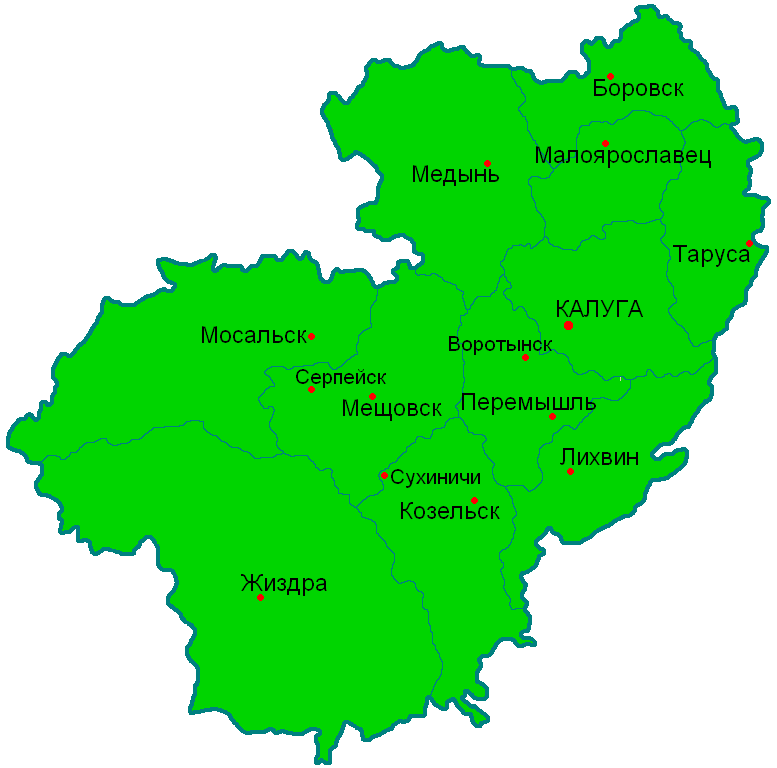
Калужская губерния

Пётр I образовал в 1719 году Калужскую провинцию в составе Московской губернии. Указом Екатерины II от 24 августа 1776 года было учреждено Калужское наместничество. Центр наместничества принял новый вид, планировка и застройка Калуги и по сегодняшний день являет собой блестящее достижение русского градостроительного искусства конца XVIII — начала XIX веков. В царствование Павла I в 1796 году. Калужское наместничество преобразовано в губернию. В 1799 году создается Калужская епархия.
Во время Отечественной войны 1812 года на калужской земле русская армия Кутузова впервые разгромила французскую армию Мюрата под Тарутино. При отступлении из Москвы Наполеон остановился в Боровске. Далее он планировал двигаться в сторону Калуги, но поражение под Малоярославцем спутало его планы.

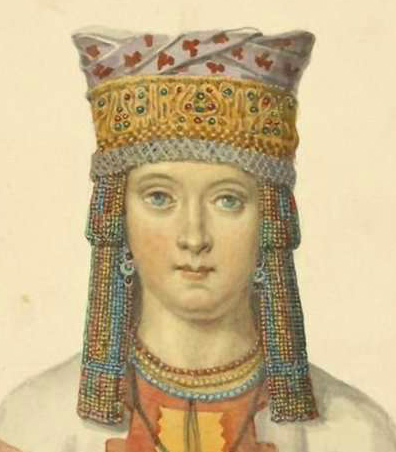
Фёдор Солнцев. Женский головной убор Калужской губернии. 1845 год

Калужская губерния была в числе регионов, получавших продовольственную помощь во время голода 1891—1892 годов. С 1892 года в Калуге работает Константин Циолковский. Из крестьян Калужской губернии происходил будущий советский маршал Жуков (1896—1974).
После Октябрьской революции 1917 года Калужская губерния вошла в состав образованной в 1918 году РСФСР. На территории края непродолжительное время существовала Калужская Советская Республика со своим совнаркомом, вооруженные отряды которого занимались конфискациями и экспроприациями. Главой самопровозглашенной республики стал большевик П. Я. Витолин. Осенью 1918 года на территории Калужской губернии, в Медынском уезде вспыхнуло антисоветское восстание.

## Калужская область
Постановлением Президиума ВЦИК «Об образовании на территории РСФСР административно-территориальных объединений краевого и областного значения» от 14 января 1929 года с 1 октября 1929 года Калужская губерния была упразднена и образована Западная область с центром в городе Смоленске. Территория Калужской губернии вошла в состав Калужского округа Центрально-Промышленной области (с 3 июня 1929 года — Московской области) и Сухиничского округа Западной области.
В начале октября 1941 года подольские курсанты на несколько дней задержали продвижение немецких армий, однако 14 октября 1941 года Калуга была захвачена неприятелем. За весь период Великой Отечественной войны в освобождении края от немецко-фашистских захватчиков принимали участие части 10-й, 16-й, 33-й, 43-й, 49-й, 50-й, 61-й армий, 20-я танковая бригада, 1-я воздушная армия, 1-й кавалерийский корпус, эскадрилья «Нормандия».
Указом Президиума Верховного Совета СССР от 5 июля 1944 года образована Калужская область, куда вошли 27 районов из Смоленской, Орловской и Тульской областей. Калуга стала областным центром. В 1954 году в Калужской области была запущена первая в мире атомная электростанция.
В 1986 году в результате Чернобыльской катастрофы радиоактивному загрязнению были подвержены южная и юго-западная части области.
После распада СССР Калужская область стала субъектом Российской Федерации. 27 марта 1996 года принят Устав Калужской области, 6 июня 1996 года Закон Калужской области «О местном самоуправлении в Калужской области».
В 2015 году число населённых пунктов Калужской области, находящихся в границах зон радиоактивного загрязнения вследствие катастрофы на Чернобыльской АЭС сократили с 353 до 300.